# Ichneumon kozlovi
Ichneumon kozlovi là một loài tò vò trong họ Ichneumonidae.